# 中国驻东盟使团
中华人民共和国驻东盟使团（英語：Mission of the People's Republic of China to ASEAN），简称中国驻东盟使团、驻东盟使团，2012年9月开馆，坐落于东盟总部所在地、印度尼西亚首都雅加达。

## 历史
2008年12月，中国首次向东盟派遣非常驻代表薛捍勤。2011年，中国政府决定在东盟总部所在地、印度尼西亚首都雅加达成立驻东盟使团，并派遣常驻大使。2012年9月，中国驻东盟使团开馆，中国首任常驻东盟大使杨秀萍和东盟秘书长代表、副秘书长巴加斯·哈普索罗共同出席使团开馆仪式并为使团揭牌。

## 组成部分
- 驻东盟使团经济商务参赞处，同时接受中华人民共和国商务部和驻东盟使团的领导[2]。